# Centre Sheraton Hotel
El Centre Sheraton Hotel es un hotel canadiense. Ubicado en 1201 René Lévesque Boulevard West en el centro de Montreal, Quebec entre Stanley Street y Drummond Street. Se encuentra en una ubicación céntrica, a 19,3 kilómetros o 20 minutos del Aeropuerto Pierre Elliott y el autobús 747 del sistema de transporte de la ciudad de Montreal (STM) conecta el aeropuerto con el hotel.
Tiene 825 habitaciones y mide 118 metros de altura con 38 pisos. Fue construido por Le Group Arcorp y fue terminado en 1982.
El miembro del Salón de la Fama del Béisbol Don Drysdale murió en la habitación 2518 el 3 de julio de 1993. Fue anfitrión de una reunión de ministros de Finanzas del G-20 y gobernadores de bancos centrales del 24 al 25 de octubre de 2000.
En 2013, 2014 y 2015, fue distinguido con el Premio Cuatro Diamantes. En 2016 la Medalla de oro Project ICARUS Supplier.